# Josep Cervera i Rocalba
Josep Cervera i Rocalba (la Selva de Mar, l'Alt Empordà, c. 1830 - Peralada, l'Alt Empordà, 15 de febrer de 1910) fou un músic i primer conegut d'una nissaga de músics.
Del seu pare Antoni Cervera i Vallmajor (circa 1750), de la Selva de Mar, solament se sap que era músic i corder. Josep Cervera, va néixer cap a l'any 1830 a la Selva de Mar i s'establí a Castelló d'Empúries on exercí el seu ofici de corder. D'aquí el mot de Can Corderet amb el qual es coneixia als membres de la família Cervera. Els caps de setmana es traslladava a peu des de Castelló a Roses per anar a tocar a la sala Bosch els dissabtes i diumenges. Allà hi compra l'any 1856 una botiga d'instruments per 300 duros.
Casat amb Isabel Marquès, de Begur, va tenir quatre fills: Jaume, Felip, Agustí (tots músics) i Narcisa, l'única noia. L'any 1882 el seu fill Jaume és nomenat director de l'Escola de Música del Castell de Peralada, i l'any 1884, Josep Cervera va ingressar a l'orquestra de Peralada junt amb els seus altres dos fills, Felip i Agustí.